# Sint-Katelijnestraat (Gent)
De Sint-Katelijnestraat is een straat in de Waterwijk in Gent, tussen de Gelukstraat en de Goudstraat. Deze straat ontstond aan het eind van de 13de eeuw, na de uitbreiding van Gent met het gebied tussen de Ottogracht (de oude noordelijke grens van Gent) en de Nieuwe Leie (gegraven tussen Krommewal en Nieuwbrugkaai).
Alle huizen met oneven nummers vormen samen met de straat zelf, de even nummers 2-26 en de huizen in de Gelukstraat 17-25 en Goudstraat 8-12 een beschermd stadsgezicht.

## Beschrijving
De straat komt al voor op de vroegst bewaarde planmatige weergave van Gent, het panoramisch zicht van 1534, zij het erg vervormd en te kort weergegeven. Op latere plannen zoals de kaarten van Jacob van Deventer (1559) en van Jacques Hoorenbault (1619) is de straat veel duidelijker herkenbaar.
De straat is al sinds haar oorsprong naar de Heilige Katherina (Cathelyne, Cathérine, Katelijne) genoemd. Katherina was de patroonheilige van onder meer wagenmakers, molenaars en geleerden, maar het is niet geweten of er daar in de 13de of 14de eeuw veel van in de straat woonden.
Tot het eind van de 17de eeuw stonden er in de Sint-Katelijnestraat enkel zeer bescheiden woningen. Vanaf de jaren 1700-1710 kochten een aantal rijke burgers zoals belastingspachter Joannes Bellemans en zijn schoonbroer Joannes Aerts, meester-metselaar Steven de Muynck, koopman Pieter de Moerloose er huizen op. Zij voegden bestaande huizen samen of verbouwden ingrijpend, zodat tegen het einde van de 18de eeuw een aantal indrukwekkende herenhuizen in de straat stonden, onder meer Huis de Pelikaan.
In de tweede helft van de 19de eeuw begon de hele wijk, en ook de Sint-Katelijnestraat, te verarmen. Veel huizen werden opgedeeld en verhuurd aan fabrieksarbeiders: dat gebeurde zelfs bij de kleinere huizen, zoals het achterhuis van het huidig nummer 14, dat twee erg kleine huisjes werd van elk circa 6 vierkante meter vloeroppervlak.
In april 2006 wordt de Sint-Katelijnestraat volledig opnieuw aangelegd: van een kasseibaan met twee stoepen waar aan weerszijden geparkeerd kon worden, naar een open woonerf in betonklinkers met nog enkele stroken kasseien en een kleiner aantal parkeerplaatsen. Vanaf eind de jaren 2000 worden een aantal huizen in de straat (grondig) gerestaureerd, onder meer de beschermde huizen op nr. 10-12 en nr. 26.

## Opmerkelijke gebouwen
- nr. 2: hoekhuis met de Gelukstraat, 17de eeuw
- nr. 8: diephuis met trapgevel, 16de-17de eeuw
- nr. 10-12: diephuis met trapgevel
- nr. 11: Huis de Pelikaan, 1701
- nr. 21: diephuis met tuitgevel met muurvlechtingen, 17de eeuw
- nr. 26: classicistisch herenhuis van 1775

De huizen op nummers 1-3, 5-12, 14-16, 18-22, 24 en 26 zijn beschermde monumenten.

## Bekende inwoners
- Frits Van den Berghe woonde op het einde van zijn leven in de Sint-Katelijnestraat. Hij overleed er op 23 september 1939.
- Joris Vermassen woonde in de jaren 1990 in het voormalig huis van Frits Van den Berghe en vond er de inspiratie voor zijn pseudoniem Fritz Van den Heuvel.